# Likely Suspects
Likely Suspects est un feuilleton télévisé américain en treize épisodes de 30 minutes diffusés sur Fox entre le 11 septembre 1992 et le 14 janvier 1993.

## Fiche technique
Sauf indication contraire, les informations mentionnées dans cette section peuvent être confirmées par la base de données cinématographiques IMDb,  présente dans la section « Liens externes ».
- Titre original : Likely Suspects
- Réalisation : Tucker Gates, Don Scardino, Peter Baldwin et Miles Watkins
- Scénario : Lee Goldberg, Steve Aspis, Clifton Campbell, Gene Quintano et William Rabkin
- Photographie : Constantine Makris
- Musique : James Stemple et Nathan Wang
- Casting : Paul Bens
- Montage : Jonathan Moser et Troy Takaki
- Décors :
- Costumes : Kathleen Detoro
- Production : Lee Goldberg, Timothy Marx, William Rabkin et Paul Bernbaum
  - Producteur délégué : Shukri Ghalayini et Ron Ziskin
  - Coproducteur : Robbie Tollin et Janice Cooke
  - Producteur consultant : Nancy Alspaugh
  - Producteur codélégué : Clifton Campbell
- Sociétés de production : Four Point Productions
- Société de distribution : Fox Broadcasting Company
- Chaîne d'origine : Fox
- Pays d'origine :  États-Unis
- Langue originale : anglais
- Genre : Feuilleton télévisé
- Durée : 30 minutes

## Distribution

### Acteurs principaux
- Sam McMurray : Détective Marshak
- Jason Schombing : Détective Harry Spinoza

### Acteurs secondaires et invités
- Wendie Malick : Dr Bellows
- Amanda Bearse
- Barbara Bain : Buffy Hines-Baldi
- Jane Sibbett
- Rebecca Staab : Darcy Lowell
- Yeardley Smith
- Gerrit Graham : Billy Burrows
- John Ingle
- Melinda Culea : Capitaine Wendy Hewitt

## Épisodes
1. Pilot
2. Breaking Up Is Hard to Do
3. The Royal Flush
4. Final Chapter (a.k.a. The Killer Book)
5. The Cheese Stands Alone
6. Smells Like Teen Spirit
7. Game, Set and Death
8. Addicted to Murder
9. Mind over Murder
10. Date with Death
11. Am I Not Your Stiff?
12. McDeath
13. Murder Among Friends